# Frankfurt Universe
| Ewige GFL-Bilanz | Ewige GFL-Bilanz | Ewige GFL-Bilanz | Ewige GFL-Bilanz | Ewige GFL-Bilanz | Ewige GFL-Bilanz | Ewige GFL-Bilanz | Ewige GFL-Bilanz | Ewige GFL-Bilanz | Ewige GFL-Bilanz | Ewige GFL-Bilanz | Ewige GFL-Bilanz |
| Jahr             | Gesamt           | Gesamt           | Gesamt           | Heim             | Heim             | Heim             | Ausw.            | Ausw.            | Ausw.            | TD-Verhältnis    |                  |
| Jahr             | S                | N                | U                | S                | N                | U                | S                | N                | U                | TD-Verhältnis    |                  |
| ---------------- | ---------------- | ---------------- | ---------------- | ---------------- | ---------------- | ---------------- | ---------------- | ---------------- | ---------------- | ---------------- | ---------------- |
| 2016             | 12               | 2                | 0                | 6                | 1                | 0                | 6                | 1                | 0                | 546 : 173        |                  |
| 2017             | 12               | 2                | 0                | 6                | 1                | 0                | 6                | 1                | 0                | 588 : 125        |                  |
| 2018             | 12               | 2                | 0                | 6                | 1                | 0                | 6                | 1                | 0                | 504 : 143        |                  |
| 2019             | 11               | 3                | 0                | 5                | 2                | 0                | 6                | 1                | 0                | 478 : 252        |                  |
| 2021             | 2                | 8                | 0                | 1                | 4                | 0                | 1                | 4                | 0                | 117: 496         |                  |
| 2022             | 0                | 10               | 0                | 0                | 5                | 0                | 0                | 5                | 0                | 124 : 556        |                  |
| Gesamt           | 49               | 27               | 0                | 24               | 14               | 0                | 25               | 13               | 0                | 2357 : 1745      |                  |

Der AFC Universe Frankfurt e. V. ist ein Verein für American Football aus Frankfurt am Main. Er spielte von 2016 bis 2022 in der German Football League, der höchsten deutschen Liga.

## Geschichte

### 2007–2011: Erste Jahre
Der AFC Frankfurt Universe wurde am 18. Juli 2007 von Fans und Spielern der ehemaligen NFL-Europa-Mannschaft Frankfurt Galaxy gegründet, um den ehemaligen Galaxy-Fans ein neues Zuhause zu bieten.
2008 war die erste Saison des damals noch jungen Vereins. Die Saison konnte auf einem guten zweiten Platz in der Landesliga Hessen Gruppe Süd-West (5. Liga) beendet werden. Frankfurt Universe stieg nach dieser Saison zusammen mit den erstplatzierten Gießen Golden Dragons in die Oberliga Hessen/Rheinland-Pfalz (4. Liga) auf.
Genau wie im Vorjahr gab es in der Saison 2009 ein Kopf-an-Kopf-Rennen mit den Gießen Golden Dragons, das Universe dieses Mal allerdings für sich entscheiden konnte und mit einer Perfect Season auf dem ersten Platz beendete und damit erneut aufstieg.
Das erste Jahr in der Regionalliga Mitte (3. Liga) beendete das Team 2010 mit einer durchwachsenen Bilanz von fünf Siegen bei fünf Niederlagen. In dieser Saison konnte man einiges an Erfahrungen für das kommende Jahr sammeln.
Bereits im zweiten Jahr in Liga drei, konnte man 2011 wieder vorne angreifen. Wiederum gab es ein hartes Duell diesmal mit den Kaiserslautern Pikes. Es wurde erst am letzten Spieltag entschieden, als Kaiserslautern Frankfurt zuhause mit 27:0 besiegen konnte. Es war das einzige Spiel der Saison, in dem Universe keine Punkte erzielen konnte, was sicher auch daran lag, dass der damalige Universe-Stamm-Quarterback Ian Mitchell verletzungsbedingt ausfiel. Die Saison wurde auf Platz zwei der Gesamttabelle abgeschlossen. Durch eine Ligareform der 1. und 2. Football-Bundesliga, bei der die Ligen auf jeweils 16 Mannschaften aufgestockt wurden, bekam Frankfurt Universe abermals die Chance aufzusteigen.

### 2012–2015: GFL2
Somit spielte das Team in der Saison 2012 erstmals in der 2. Football-Bundesliga. Zusammen mit den Allgäu Comets, die ebenfalls in die zweite Liga aufgestiegen waren, mischte man als Neuling die Liga auf. Am Ende der Saison musste man sich allerdings deutlich den Comets geschlagen geben. In Erinnerung bleiben wird der 16:0-Heimerfolg gegen die Allgäu Comets, die einzige Zu-Null-Niederlage der Allgäuer in diesem Jahr.
Die Saison 2013 verlief ähnlich erfolgreich wie 2012 mit einem ähnlichen Ergebnis. Die Allgäu Comets wurden Erster in der GFL2 Süd, Frankfurt Universe wieder Zweiter. Die Allgäu Comets stiegen nach erfolgreicher Relegation gegen die Wiesbaden Phantoms in die erste Liga auf.
Für 2014 wurde das Ziel Aufstieg in Liga eins ausgegeben. Dieses Ziel musste allerdings nach einem schlechten 1:4-Saisonstart schon recht früh im Saisonverlauf nach unten korrigiert werden. Zwischenzeitlich stand man sogar auf dem letzten Tabellenplatz und man spielte um den Klassenerhalt statt um den Aufstieg. Die Mannschaft konnte mit einer Leistungssteigerung in der zweiten Saisonhälfte das Ruder noch einmal herumreißen und zwischenzeitlich bis auf Platz zwei der Tabelle vorrücken.
Am 6. Juni 2014 wurde auf einer Mitgliederversammlung entschieden, dass die erste Mannschaft in die FFB-Frankfurter Football Betriebs GmbH & Co. KG unter der Leitung des Unternehmers Matthias Mämpel ausgegliedert wird. Weiterhin wurde im September bekannt gegeben, dass die erste Mannschaft in der Saison 2015 in Anlehnung an das frühere Profiteam unter dem neuen Namen Galaxy Frankfurt by Universe auflaufen wird. Ziel der Ausgliederung war es, den Football in Frankfurt wieder professioneller zu gestalten.

Mit dem 20:17-Sieg am 16. August 2015 gegen die Ingolstadt Dukes vor rund 7000 Zuschauern stand das Team bereits drei Spieltage vor Saisonende als Meister der German Football League 2 Süd fest. Durch den Nichtantritt des Letztplatzierten der GFL Süd, den Franken Knights, stand Frankfurt als Aufsteiger fest und spielte ab 2016 erstmals erstklassig. Dies war die erste Teilnahme einer Frankfurter Mannschaft in der ersten Liga seit dem Ende der Frankfurter Löwen 1985. 

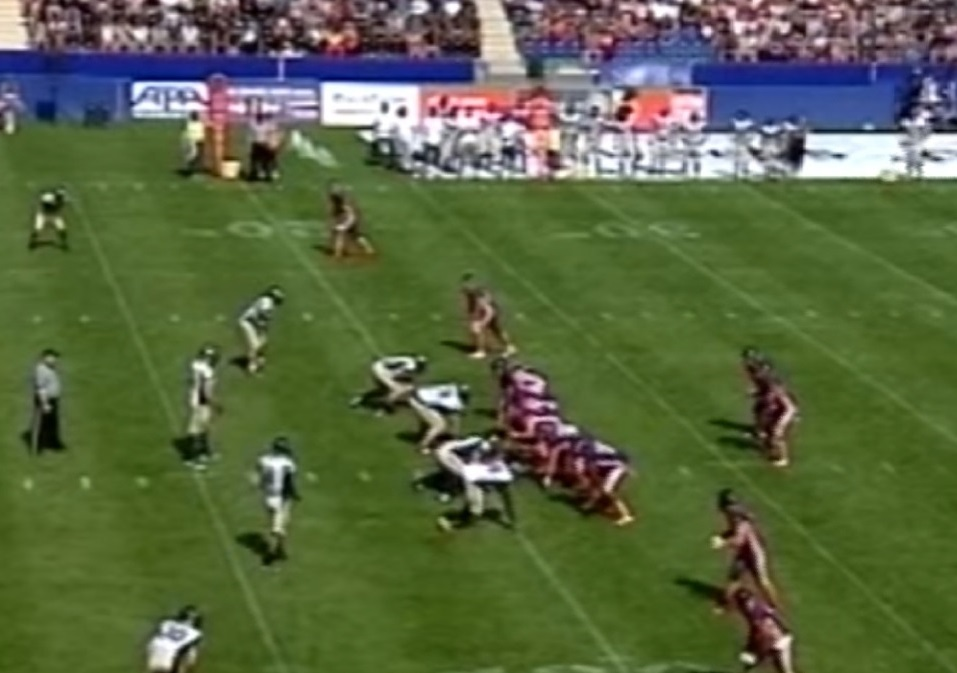
Frankfurt gegen Nürnberg (2015)

Am 4. Oktober 2015 gewann das Team erstmals einen internationalen Vergleich. Das als „European Battle of Champions“ ausgetragene Freundschaftsspiel gegen die London Warriors, den englischen Meister, konnte Universe mit 27:24 für sich entscheiden. Damit blieb die Bilanz mit 15:0 Siegen im Jahr 2015 makellos.
Am 28. Oktober 2015 wurde der Vertrag mit der FFB-Frankfurter Football Betriebs GmbH & Co. KG außerordentlich gekündigt, da verschwiegen worden sei, dass die Namensrechte an Frankfurt Galaxy noch immer bei der NFL liegen würden, und die Verheimlichung einer Abmahnung vom 8. Oktober 2014 einen besonders schweren Vertrauensbruch darstellen würde. Als neue Betreibergesellschaft wurde daraufhin die FUB-Frankfurt Universe Betriebs GmbH gegründet, an der der Verein mit 100 Prozent beteiligt ist.

### 2016–2022: GFL
Am 11. April 2016 gab Frankfurt Universe bekannt, dass ein Dreijahresvertrag mit Samsung abgeschlossen wurde und die Mannschaft ab sofort als Samsung Frankfurt Universe auftritt.
2016 nahm das Team erstmals an einem offiziellen europäischen Wettbewerb, der European Football League, teil. Durch einen 35:21-Sieg im Finale am 11. Juni 2016 in Frankfurt gegen die Amsterdam Crusaders wurde sie gewonnen.
In der ersten GFL-Saison gelangen zwölf Siege in vierzehn Spielen. Lediglich gegen Südmeister Schwäbisch Hall Unicorns gab es zwei Niederlagen. In der ersten Play-off-Runde verlor Frankfurt Universe daheim gegen die Nord-Dritten Kiel Baltic Hurricanes mit 3:10. Auch in der Saison 2017 verlor Frankfurt Universe in den Gruppenspielen nur gegen Schwäbisch Hall zweimal, erreichte dann nach einem 26:16-Viertelfinalsieg über die Dresden Monarchs das Halbfinale, in dem man bei den New Yorker Lions in Braunschweig mit 21:23 unterlag.
Im März 2018 kündigte der Stammverein den Vertrag mit der für den Spielbetrieb in der GFL zuständigen Frankfurt Universe Betriebs GmbH (FUB) wegen finanzieller Probleme. Mittel für die GFL-Lizenz und den Stadionmietvertrag konnten nicht aufgebracht werden. Zuvor hatte der frühere Manager Matthias Mämpel vor Gericht Zahlungen in Höhe von 165.000 Euro erwirkt. Am 2. Juli 2018 wurde das Insolvenzverfahren eröffnet. Universe war zu dem Zeitpunkt mit 1,5 Millionen Euro verschuldet.
In der Saison 2018 konnte sich Universe für den German Bowl XL qualifizieren, nachdem die New Yorker Lions im Viertelfinale nach Verlängerung mit 20:17 bezwungen wurden. Dies war nach dem German Bowl III am Ende der American-Football-Bundesliga 1981 nicht nur die erste Teilnahme einer Frankfurter Mannschaft an einem Endspiel um die deutsche Meisterschaft im American Football, sondern das erste „rein süddeutsche“ Finale seit 1981 (damals Ansbach Grizzlies gegen Frankfurter Löwen). Das Finale verlor Universe am 13. Oktober 2018 in Berlin gegen die Schwäbisch Hall Unicorns in einem äußerst umkämpften Spiel knapp mit 19:21. Die Vizemeisterschaft war der bislang größte nationale Erfolg.
2019 konnten sich die „Men in Purple“ erneut für die Play-offs qualifizieren, mussten sich dieses Mal allerdings im Halbfinale dem späteren Deutschen Meister, den New Yorker Lions aus Braunschweig, geschlagen geben.
Im Jahr 2020 fand aufgrund der COVID-19-Pandemie kein Spielbetrieb in der German Football League statt. Im Oktober 2020 gab Geschäftsführer Alexander Korosek bekannt, dass er die Universe verlassen wird um sich stattdessen mit einem Franchise, der neu gegründeten Frankfurt Galaxy, an der neuen European League of Football zu beteiligen. Dies bedeutete gleichzeitig den Verlust großer Teile der Mannschaft und des Trainerstabs. Trotz dieser personellen Einbußen schafften es die Verantwortlichen der FUB-GmbH sowie des Vereins, eine Mannschaft für die GFL zusammenzustellen. Diese Mannschaft setzt sich zu überwiegenden Teilen aus ehemaligen Jugendspielern des AFC Universe Frankfurt e. V. sowie weiteren Spielern aus der Region zusammen. Man wollte zukünftig mehr auf die einheimischen Talente setzen, auch wenn dies bedeutete, dass man vorerst nicht an alte Erfolge anknüpfen kann. Ziel für die neu formierte Mannschaft war der Klassenerhalt. Wie erwartet war sie kaum konkurrenzfähig und der letzte Platz (und damit Relegation bzw. Abstieg) konnte nur vermieden werden, da die Stuttgart Scorpions im Zuge der Gründung der Stuttgart Surge vergleichbare Probleme hatten. Letztlich gelang es, mit einer Bilanz von zwei Siegen (einer davon durch Wertung „am grünen Tisch“, nachdem die Allgäu Comets nach einem positiven Covid-19-Test eines Frankfurter Spielers ihr Auswärtsspiel in Frankfurt kurzfristig abgesagt hatten) und acht Niederlagen, vor Stuttgart (ein Sieg und neun Niederlagen) den siebten und vorletzten Platz zu belegen. Stuttgart hingegen trat zur Relegation gegen die Straubing Spiders gar nicht erst an und stieg damit sportlich in die GFL2 ab.
Die Saison 2022 beendete Universe als Tabellenletzter mit 10 Niederlagen in 10 Spielen. Bis kurz vor Saisonende bestand noch die Chance den Relegationsplatz an den hessischen Liga-Konkurrenten Marburg Mercenaries abzugeben, der bis zum ersten Aufeinandertreffen beider Mannschaften selbst lediglich ein Spiel in der laufenden Saison gewonnen hatte. In beiden Spielen musste sich Frankfurt jedoch deutlich geschlagen geben und verlor am Ende jedes seiner Spiele mit mindestens 20 Punkten Unterschied. Auf die Relegation gegen die in der GFL2 ungeschlagenen Ingolstadt Dukes verzichtete die Universe freiwillig, um in der GFL2 einen Neuanfang zu forcieren.

### Seit 2023
Im Februar 2024 zog sich der Verein aus der GFL2 zurück, da nicht genügend finanzielle Mittel für den Spielbetrieb aufgebracht werden konnten. Die Arbeit des Vereins wird sich nun auf die Intensivierung seiner Jugendarbeit, den Aufbau eines Flag-Programms und seiner Cheerleading-Abteilung konzentrieren. Mittelfristig ist geplant, dass wieder ein Herrenteam am Ligabetrieb teilnimmt. Im Juni 2024 haben der AFC Frankfurt Universe e. V. und Frankfurt Galaxy bekannt gegeben, dass man gemeinsam den Football in Frankfurt weiterentwickeln wolle und sich auf eine grundsätzliche Zusammenarbeit verständigt. Insbesondere der Bereich Flag-Football und die Jugendarbeit wurden als mögliche Kooperationsschwerpunkte identifiziert.

## Vorstand
Der Vorstand des AFC Universe Frankfurt e. V. besteht aus (Stand: 2023): Dirk Arnold (Vorsitzender), Michael Bachmann (stellv. Vorsitzender), Joachim Wieczorek (stellv. Vorsitzender), Claudia Zuck (Schatzmeisterin), Bianka Minner (stellv. Schatzmeisterin), Phillip Hechler (Schriftführer), Marc-Philipp Gräff (Sportlicher Leiter).

## Größte Erfolge

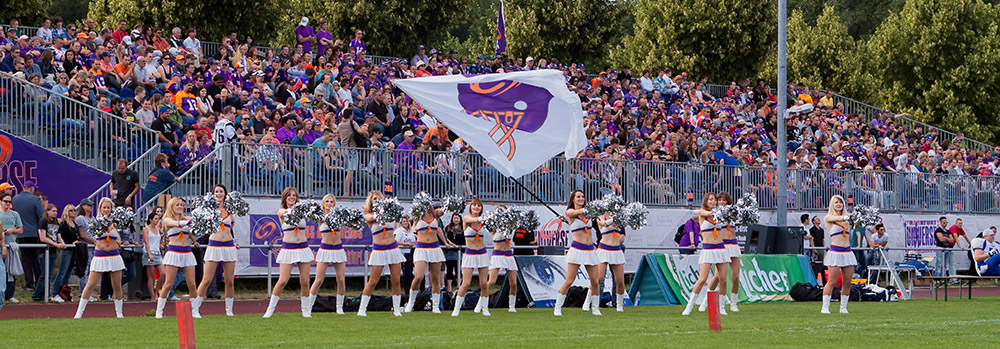
Zuschauertribüne beim Heimspiel des Frankfurt Universe gegen Ravensburg Razorbacks am 11. Juni 2011

- 2019 2. Platz GFL Süd; Einzug in die Play-offs (Halbfinale)
- 2018 Teilnehmer German Bowl XL
- 2018 Teilnehmer Eurobowl XXXII
- 2017 2. Platz GFL Süd; Einzug in die Play-offs (Halbfinale)
- 2017 Teilnehmer Eurobowl XXXI
- 2016 2. Platz GFL Süd; Einzug in die Play-offs
- 2016 EFL-Bowl-III-Champion (European Football League)
- 2015 Meister GFL2 Süd und Aufstieg in die German Football League
- 2013 Vizemeister GFL2 Süd
- 2012 Vizemeister GFL2 Süd
- 2011 Vizemeister Regionalliga Mitte und gleichzeitig Aufstieg in die German Football League 2
- 2009 Meister der Oberliga (Hessen/Rheinland-Pfalz) und Aufstieg in die Regionalliga Mitte
- 2008 Vizemeister der Landesliga und Aufstieg in die Oberliga

## Stadien
Der Verein trug von 2007 bis 2013 die meisten Spiele auf dem Sportplatz von Blau-Gelb Frankfurt e. V. (ehemals PSV Blau-Gelb) in Ginnheim aus. Das Stadion verfügte über einen Naturrasenplatz mit einer Zuschauerkapazität von ca. 2500. Um den Zuschauern in Ginnheim ein wenig Komfort zu bieten, wurden jedes Jahr Tribünen aufgebaut. Des Weiteren wurden ab der Saison 2013 vereinzelt Spiele im Stadion am Sommerdamm in Rüsselsheim ausgetragen. Auch hierbei handelt es sich um einen Naturrasenplatz. Die Zuschauerkapazität des Stadions liegt bei ca. 7.000 Zuschauern.
Während der Saison 2014 war das Stadion am Sommerdamm die Hauptspielstätte des Vereins. Das erste Heimspiel der Saison 2014 wurde in der Commerzbank-Arena Frankfurt vor 6.395 Zuschauern ausgetragen. Dies war zum damaligen Zeitpunkt die höchste Zuschauerzahl, die von Frankfurt Universe erreicht wurde. Im Jahr 2014 kamen ca. 11.600 Zuschauer zu den Heimspielen, der Schnitt betrug ca. 1.650 Zuschauer.
Als Spielstätte der ersten Mannschaft diente von 2015 bis 2022 die PSD Bank Arena. In diesem Stadion konnten auch die bisher höchsten Gesamtzuschauerzahlen in der Universe-Geschichte verzeichnet werden. Die Heimspiele der Saison 2023 werden im Stadion am Brentanobad ausgetragen.
| Saison | Zuschauer gesamt | Heim- spiele | Schnitt | Kapazität       | Auslastung |
| ------ | ---------------- | ------------ | ------- | --------------- | ---------- |
| 2009   | 5.719            | 6            | 953     | 2.500           | 38,12 %    |
| 2010   | 8.372            | 6            | 1.395   | 2.500           | 55,80 %    |
| 2011   | 9.980            | 6            | 1.663   | 2.500           | 66,52 %    |
| 2012   | 11.202           | 7            | 1.600   | 2.500           | 64,01 %    |
| 2013   | 8.999            | 7            | 1.286   | 7.000 / 2.500*  | 51,44 %    |
| 2014   | 11.599           | 7            | 1.657   | 7.000 / 51.500* | 13,64 %    |
| 2015   | 38.149           | 7            | 5.450   | 12.542          | 43,45 %    |
| 2016   | 31.151           | 8            | 3.894   | 12.542          | 31,05 %    |
| 2017   | 33.049           | 8            | 4.131   | 12.542          | 32,94 %    |
| 2018   | 14.857           | 8            | 1.857   | 12.542          | 14,81 %    |
| 2019   | 19.214           | 8            | 2.402   | 12.542          | 19,15 %    |
| 2020   | – / –            | – / –        | – / –   | – / –           | – / -      |
| 2021   | 987              | 4            | 246     | 12.542          | 1,96 %     |
| 2022   | 2.017            | 5            | 403     | 12.542          | 3,21 %     |
| 2023   | 2.766            | 5            | 553     | 5.650           | 9,79 %     |

Anmerkungen:
- farbliche Hinterlegung der Zeilen: Überwiegend Stadion Ginnheim; Überwiegend Stadion am Sommerdamm in Rüsselsheim; Volksbank Stadion Frankfurt / PSD Bank Arena; Stadion am Brentanobad
- Mit * versehene Kapazitätsangaben verweisen auf die Tatsache, dass teilweise in einem anderen Stadion gespielt wurde.
- Die Saison 2020 hat wegen der Covid-19-Pandemie nicht stattgefunden.
- 2021 im ersten Spiel wegen der Covid-19-Pandemie keine Zuschauer, das Heimspiel gegen die Allgäu Comets hat nicht stattgefunden. Deshalb haben nur 4 von möglichen 5 Heimspiele stattgefunden.

## Headcoaches
| #         | Reihenfolge der Trainer |
| Spiele    | Spiele als Trainer      |
| S         | Siege                   |
| N         | Niederlagen             |
| UE        | Unentschieden           |
| Gewonnen% | Siegquote               |

Stand: 21. November 2021
| Frankfurt Universe \| Herrenteam |                                                         |           |    |    |    |   |        |   |   |   |                                                                               |        |
| 1                                | Markus Grahn                                            | 2007–2012 | 46 | 33 | 12 | 0 | 71,7 % | – | – | - | 2008 Aufstieg in Landesliga, 2009 Aufstieg in Oberliga, 2011 Aufstieg in GFL2 | [ 23 ] |
| 2                                | John Rosenberg / Patrick Griesheimer u. Daniel Garcia 1 | 2013      | 14 | 9  | 4  | 1 | 64,3 % | – | – | – |                                                                               | [ 23 ] |
| 3                                | Michael E. Williams                                     | 2014      | 14 | 8  | 6  | 0 | 57,1 % | – | – | – |                                                                               | [ 23 ] |
| 4                                | Markus Grahn                                            | 2015–2017 | 42 | 38 | 4  | 0 | 90,5 % | 3 | 1 | 2 | 2015 Aufstieg in die GFL, 2016 Viertelfinale und EFL Bowl, 2017 Halbfinale    | [ 24 ] |
| 5                                | Brian Caler u. Thomas Kösling                           | 2018      | 14 | 12 | 2  | 0 | 85,7 % | 3 | 2 | 1 | Vizemeister 2018 German Bowl                                                  | [ 24 ] |
| 6                                | Thomas Kösling                                          | 2019–2020 | 14 | 11 | 3  | 0 | 78,5 % | 2 | 1 | 1 | 2019 Halbfinale, 2020 keine Saison (Corona)                                   | [ 24 ] |
| 7                                | Mele Mosqueda u. Sean Averhoff                          | 2021      | 10 | 2  | 8  | 0 | 20,0 % | – | – | - | 2021 Klassenerhalt GFL1 Süd                                                   | [ 24 ] |
| 8                                | Marc-Philipp Gräff                                      | 2022      | 10 | 0  | 10 | 0 | 0,0 %  | 0 | 0 | 0 | Abstieg in die GFL2 Süd                                                       | [ 24 ] |
| 9                                | Michael Edwards u. Marc-Philipp Gräff 2                 | 2023      | 10 | 4  | 5  | 0 | 44,4 % | 0 | 0 | 0 | Klassenerhalt in der GFL2 Süd                                                 | [ 24 ] |

## Rivalen
Als erstes sind hier die Gießen Golden Dragons zu nennen, mit denen man sich in den ersten Jahren des Bestehens harte und intensive Kämpfe geliefert hat. Momentan gibt es dieses Duell meist nur noch im Jugendbereich, da die ersten Mannschaften der beiden Vereine nicht mehr in derselben Liga spielen.
Nicht weniger brisant sind natürlich die Derbys gegen den Stadtrivalen, die Frankfurt Pirates. Zu einem ersten Aufeinandertreffen kam es in der Saison 2010, als die Pirates beide Male die Oberhand behalten konnten und vor Frankfurt Universe in die zweite Liga aufstiegen. Nach einem Jahr Unterbrechung kam es in der Saison 2012 wieder zu neuen Begegnungen gegen die Pirates; diesmal gab es eine Niederlage. 2013 konnten die Pirates zum ersten Mal überhaupt besiegt werden. Diese Serie wurde auch in der Saison 2014 fortgeführt, in der es ebenfalls zwei Siege gab. Ein weiteres Aufeinandertreffen der beiden Teams wird es vorerst nicht geben, da die Pirates 2014 als Tabellenletzter der GFL2 Süd abgestiegen sind.
Eine weitere Rivalität verbindet Frankfurt Universe mit den Kaiserslautern Pikes aufgrund der hart umkämpften Spiele in der Vergangenheit.
Während der Zeit in der Zweiten Liga haben sich die Wiesbaden Phantoms als weiterer Rivale herauskristallisiert. Die Duelle beider Teams waren teilweise sehr emotional, was vermutlich daran lag, dass Spieler beider Vereine gelegentlich die Seiten gewechselt haben. Frankfurt konnte in dieser Phase jeden Vergleich gegen Wiesbaden für sich entscheiden.
Seit Teilnahme an der German Football League im Jahr 2016, gehören die Schwäbisch Hall Unicorns und die New Yorker Lions aus Braunschweig zu den größten Rivalen des Teams. Erstgenannte konnten trotz einiger knapper Spiele noch nie bezwungen werden (Stand November 2021), gegen die Braunschweiger reichte es für einen Sieg im Halbfinale 2018, der Frankfurt Universe die Teilnahme am German Bowl sicherte.

## Teams im AFC Universe Frankfurt
- Frankfurt Universe U19-Jugend (U19 Jugendlandesliga)
- Frankfurt Universe U16-Jugend (U16 Jugendlandesliga)
- Frankfurt Universe U13-Jugend (U13 Jugendlandesliga)
- Frankfurt Universe Cheerleaders
- Frankfurt Universe Stunt Cheers
- Frankfurt Universe Junior Cheers

## Alle Saisonergebnisse seit 2008 (Herren)
(nur Gruppenspiele)
| Saison | Liga                              | Platz | Siege | Niederlagen | Unentschieden |
| ------ | --------------------------------- | ----- | ----- | ----------- | ------------- |
| 2008   | Landesliga Hessen Gruppe Süd-West | 2.    | 4     | 2           | 0             |
| 2009   | Oberliga Hessen/Rheinland-Pfalz   | 1.    | 8     | 0           | 0             |
| 2010   | Regionalliga Mitte                | 4.    | 5     | 5           | 0             |
| 2011   | Regionalliga Mitte                | 2.    | 9     | 1           | 0             |
| 2012   | German Football League 2 Süd      | 2.    | 9     | 4           | 1             |
| 2013   | German Football League 2 Süd      | 2.    | 9     | 4           | 1             |
| 2014   | German Football League 2 Süd      | 3.    | 8     | 6           | 0             |
| 2015   | German Football League 2 Süd      | 1.    | 14    | 0           | 0             |
| 2016   | German Football League Süd        | 2.    | 12    | 2           | 0             |
| 2017   | German Football League Süd        | 2.    | 12    | 2           | 0             |
| 2018   | German Football League Süd        | 2.    | 12    | 2           | 0             |
| 2019   | German Football League Süd        | 2.    | 11    | 3           | 0             |
| 2020   | keine Saison wegen COVID-19       | - / - | - / - | - / -       | - / -         |
| 2021   | German Football League Süd        | 7.    | 2     | 8           | 0             |
| 2022   | German Football League Süd        | 8.    | 0     | 10          | 0             |
| 2023   | German Football League 2 Süd      | 5.    | 4     | 6           | 0             |

(Stand Januar 2023)

## Ehrungen und nennenswerte Leistungen
In seiner 15-jährigen Geschichte hat der AFC Universe Frankfurt bisher zwei Trikotnummern für besondere Leistungen gesperrt die zukünftig nicht mehr vergeben werden.
| Nr. | Nat.        | Name           | Position | Zeitraum  | Zurückgezogen |
| --- | ----------- | -------------- | -------- | --------- | ------------- |
| 20  | Deutschland | Martin Latka 2 | LB       | 2007–2016 | 2017          |
| 8   | Deutschland | Kai Schlegel 3 | DE, QB   | 2007–2016 | 2017          |